# Agitation Free 2nd
Agitation Free 2nd is het tweede studioalbum van Agitation Free. De band had er alweer een personeelswisseling achter de rug en ook de muziek is gewijzigd, veel meer richting instrumentale rock. Het album is opgenomen in de Studio 70 te München. De band moest nog steeds apparatuur lenen om hun album op te kunnen nemen, die apparatuur werd beleend bij Studio Hofschneider in Berlijn. Het album was vooral populair in Frankrijk.
In Haunted island wordt tekst voorgedragen uit Dreamland van Edgar Allan Poe. 

## Musici
- Stefan Diez – gitaar
- Michael Günter – basgitaar
- Michael Hoenig – toetsinstrumenten
- Burghard Rausch – slagwerk, percussie, mellotron, zang
- Lütz Ulbrich – gitaar, bouzouki

met
- Jackie en Frank Diez voor zang op A quiet walk
- Joschi (Jörg Schwenke) - Laila

## Muziek
| Nr. | Titel                                               | Duur |
| --- | --------------------------------------------------- | ---- |
| 1.  | First communication                                 | 8:10 |
| 2.  | Dialogue & random                                   | 1:51 |
| 3.  | Laila, part 1                                       | 1:41 |
| 4.  | Laila, part 2                                       | 6:47 |
| 5.  | In the silence of the morning sunrise               | 6:33 |
| 6.  | A quiet walk (Listening / Two-not of the same kind) | 9:15 |
| 7.  | Haunted island                                      | 7:11 |